# Fortuna (Dakota Północna)
Fortuna – miasto w Stanach Zjednoczonych, w stanie Dakota Północna, w hrabstwie Divide.

## Geografia
Według United States Census Bureau, miasto ma łączną powierzchnię 1,01 mil kwadratowych (2,62 km²), z czego 1,00 mili kwadratowej (2,59 km²) to ziemia, a 0,01 mil kwadratowych (0,03 km²) to woda.

## Znani ludzie
Clarence Aaberg, kapitan sił powietrznych podczas drugiej wojny światowej, urodził się i wychował na farmie blisko Fortuny. Podczas misji nad Francją w 1943 r., kiedy jego samolot został zestrzelony wypuścił całą swoją załogę przodem. Uważa się, że kiedy on sam wyskoczył jego wysokość była zbyt niska, aby umożliwić otwarcie spadochronu, co doprowadziło do jego śmierci. Ciało Clarenca Aaberga zostało znalezione i pochowane na cmentarzu Cambridge-American Cemetery blisko Cambridge. W Fortunie znajduje się pomnik poświęcony porucznikowi Aabergowi.